# Zürich liest
Zürich liest ist ein internationales Buch- und Literaturfestival, das seit 2011 jeweils Ende Oktober in Zürich und Umgebung stattfindet. Organisiert wird das Festival vom Verein Zürich liest (vormals Zürcher Buchhändler- und Verlegerverein).

## Geschichte
2001 wurde von verschiedenen Buchhändlern «Die Lange Nacht der kurzen Geschichten» durchgeführt. Diese Lesungen von Kurzgeschichten wurden danach auch 2002, 2004, 2005, 2007 und 2009 durchgeführt. Ab 2011 fand die Veranstaltung als Zürich liest jährlich statt. 2019 fanden im Rahmen von Zürich liest 220 einzelne Leseveranstaltungen statt, mit insgesamt rund 15'000 Besuchern.

## Eröffnungsreden
Die Eröffnungsreden wurden von folgenden Persönlichkeiten gehalten:
- 2011: Charles Lewinsky
- 2012: Franz Hohler
- 2013: Urs Widmer
- 2014: Dorothee Elmiger
- 2015: Peter Stamm – «Mein Kerngeschäft besteht aus Nichtstun»
- 2016: Jonas Lüscher – «Literatur darf und kann fast alles»
- 2017: Milo Rau – «Über Engagement»
- 2018: Julia Weber – «Liebe Kunst, mir geht es gut, wie geht es dir?»
- 2019: Denis Scheck – «Harry Potter hätte sich mit Hölderlin blendend verstanden»
- 2020: Fatima Moumouni, Laurin Buser, Michelle Steinbeck
- 2021: Martina Clavadetscher – «Diese Rede braucht (keinen) Sex»
- 2022: Senthuran Varatharajah – «Geduld»
- 2023: Milena Moser – «Das Buch ist tot – schon wieder? Es lebe das Buch.»
- 2024: Ralph Tharayil – «Übung vor Original»[2]